# Pedro Waloschek
Pedro Waloschek (* 1929 in Dresden; † 8. März 2012 in Hamburg) war ein deutsch-österreichischer experimenteller Teilchenphysiker.

## Leben
Waloschek, der Sohn des Architekten Hans Waloschek (1899–1985), lebte seit 1937 in Argentinien, da sein Vater Ende 1933 vor dem Hitlerregime über die Zwischenstation Wien flüchten musste. Erst dort nahm er den Vornamen Pedro an, die spanische Version seines ursprünglichen Vornamens Peter. Bis zur Promotion 1954 in Buenos Aires studierte er das Fach Physik. 1955/56 war er an der Universität Göttingen und 1957 in Bern. In den 1950er Jahren beschäftigte er sich mit der Untersuchung kosmischer Strahlung. Ab 1957 war er in Bologna, wo er sich habilitierte und wo er eine Blasenkammer-Gruppe leitete. Er war an einem der frühen Paritätsverletzungsexperimente beteiligt. Danach war er in Bari, wo er an einem Apparat zur Analyse der Fotos von Blasenkammern arbeitete. 1965 bis 1968 war er am CERN, wo er sich mit den Drahtkammern von Georges Charpak beschäftigte. 1968 ging er als Senior Scientists zum DESY in Hamburg, wo er die damals neuen elektronischen Drahtkammer-Techniken anwandte. Er war am Bau des Pluto-Detektors am Doris-Speicherring beteiligt. Ab 1988 war er Mitglied der H1-Kollaboration an HERA. 1994 ging er dort in den Ruhestand.
In den 1980er Jahren war er Leiter der Öffentlichkeitsarbeit am DESY und schrieb mehrere populärwissenschaftliche Bücher über Elementarteilchenphysik. Er schrieb auch die Biographie des norwegischen Teilchenbeschleuniger-Pioniers Rolf Wideröe, der auch während des Zweiten Weltkriegs in Hamburg arbeitete.
2001 und 2007 wurden von ihm als Herausgeber Materialien zum Bau des Volkshauses in Riesa veröffentlicht. Unter dem Titel Das Volkshaus Riesa und sein Architekt (2001) sowie Der schlaue Turm von Riesa (2007) ist die Arbeit seines Vaters als Architekt an diesem Bauwerk erklärt und bebildert.
Seine um zwei Jahre jüngere und in Wien und Argentinien lebende Schwester Jutta Waloschek (1931–2021) war Malerin und Textilkünstlerin.

## Schriften
- Wörterbuch Physik. dtv 1998, ISBN 3-423-32512-7; auch als CD-ROM bei Directmedia Publishing, 2006, ISBN 978-3-89853-541-0.
- mit Rolf Wideröe: Als die Teilchen laufen lernten. Leben und Werk des Großvaters des modernen Teilchenbeschleunigers. Vieweg, 1993 (archive.org [PDF]). (Englisch: The infancy of particle accelerators – life and work of Rolf Wideröe.) Neu: Rolf Wideröe 1902–1996. Hamburg 2007.
- Todesstrahlen als Lebensretter. Tatsachenberichte aus dem Dritten Reich. Norderstedt 2004 (englisch als Death-Rays as Life-Savers in the Third Reich).
- Das Volkshaus Riesa und sein Architekt. Atelier Opal, Hamburg 2001, ISBN 3-8311-1810-8 (Auszüge in der Google-Buchsuche – Mit einer Biographie seines Vaters).
- Besuch im Teilchenzoo. Vom Kristall zum Quark. Rowohlt, 1996.
- Reise ins Innerste der Materie: mit HERA zu den Grenzen des Wissens. DVA, 1991.
- Neuere Teilchenphysik – einfach dargestellt. 3. Auflage. Aulis Verlag, 1990.
- Der Multimensch. Forscherteams auf den Spuren von Quarks und Leptonen. Econ, 1986.
- mit Olivia Meyer: Der Schlüssel zur Physik. 1990.
- mit Oskar Höfling: Die Welt der kleinsten Teilchen. Vorstoß zur Struktur der Materie. rororo 1984, 2. Auflage 1988.